# پول نماینده

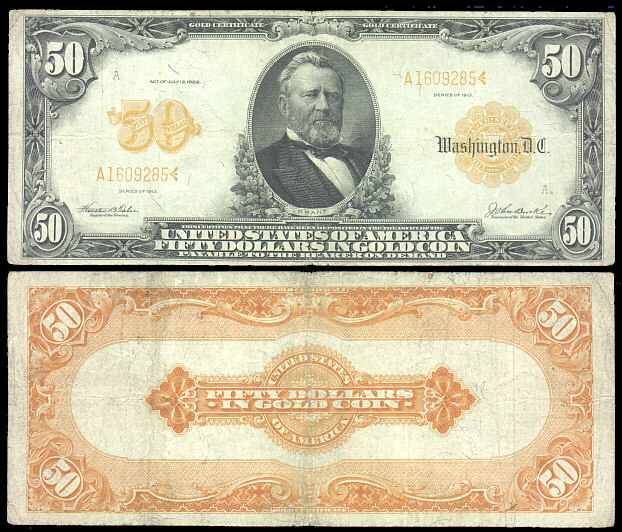
سند طلای ۵۰ دلاری آمریکا

پول نماینده به سکوک یا اسکناس‌هایی گفته می‌شود که هر واحد آن نمایندهٔ مقدار مشخصی فلز قیمتی باشد که توسط مقامات پولی کشور به عنوان پشتوانه نگهداری می‌شود.
استفاده از این پول به جای پول کالایی هزینهٔ معاملات را کاهش می‌داد زیرا برای معامله‌های بزرگ دیگر نیازی به انتقال حجم زیادی طلا و نقره نیست، بلکه ناشر پول نماینده متعهد شده‌است که در زمان درخواست دارنده، هر واحد آن را به مقدار معینی طلا یا نقره تبدیل کند.